# Université préfectorale de Shiga
L'université préfectorale de Shiga (滋賀県立大学, Shiga kenritsu daigaku) est une université publique située dans la ville de Hikone, préfecture de Shiga au Japon. L'établissement prédécesseur de l'école est fondé en 1950, et reçoit son agrémentation comme université en 1995.

## Source
- (en) Cet article est partiellement ou en totalité issu de l’article de Wikipédia en anglais intitulé « University of Shiga Prefecture » (voir la liste des auteurs).